# HMS Usurper (P56)
L'HMS Usurper (nº de gallardet: P56) va ser un submarí de classe U (tercer grup) construit per Vickers-Armstrongs per la Royal Navy. Fins ara ha estat l'únic vaixell de l'armada britànica que ha portat el nom Usurper (usurpador).

## Carrera
L'Usurper va tenir una breu carrera militar a la Royal Navy. Les seves primeres operacions militars van consistir en patrullatges al mar de Noruega, durant les quals el 28 d'abril de 1943 va realitzar un atac amb torpedes contra el submarí alemany U-467, però aquest no va rebre danys i va poder abandonar la zona.
El 8 de juny de 1943 l'Usurper va ser assignat a la Flotilla Britànica del Mediterrani i va viatjar fins al seu nou port d'operacions a Alger, on va reiniciar les seves missions de patrullatge. El 27 de juliol va torpedejar i enfonsar la nau francesa Château Yquem a uns 11 kilòmetres de Còrsega, que formava part d'un convoi mercant escortat per naus alemanyes i italianes.
El 4 d'agost va finalitzar la seva primera missió de patrullatge completa al Mediterrani, i va retornar a Alger per sotmetre's a tasques de manteniment. Un cop a port es va descobrir una gran fuita d'oli en un dels compartiments que va requerir de més d'un mes de feina per ser reparada i poder retornar la nau al mar.
Durant la guerra, l'Usurper va ser adoptat per la ciutat de Stroud com a part de la Setmana dels vaixells de guerra. La placa d'aquesta adopció està actualment al Museu Nacional de la Royal Navy de Portsmouth.

## Enfonsament
L'Usurper va partir d'Alger el 24 de setembre de 1943 per patrullar davant de La Spezia un cop finalitzades les seves reparacions. El 3 d'octubre de 1943 va rebre l'ordre de traslladar-se al golf de Gènova, però després de partir no hi va haver mai més cap contacte amb la nau. Quan el 12 d'octubre, data en la qual l'Usurper havia de retornar a Alger, va arribar i es seguia sense tenir cap notícia de la nau se la va declarar oficialment perduda en combat.

El vaixell antisubmarí alemany UJ-2208 Alfred va informar d'haver atacat un submarí enemic al golf de Gènova el 3 d'octubre de 1943, i es creu es podria tractar de l'Usurper; però aquesta teoria es complica quan s'observen les zones d'operació de cadascuna de les naus, ja que la distància entre elles i les seves respectives velocitats farien impossible que l'Alfred i l'Usurper s'haguessin tan sols trobat. La teoria més acceptada sobre l'enfonsament de l'Usurper és que la nau va ser víctima d'una mina submarina alemanya o italiana.

## Llista de comandants
En temps de guerra la nau va ser capitanejada per un comandant:
|   | Comandant                                | Des de        | Fins           |
| 1 | Tinent David Roger Oakeley Mott, DSC, RN | Novembre 1942 | 3 octubre 1943 |

RN: Royal Navy

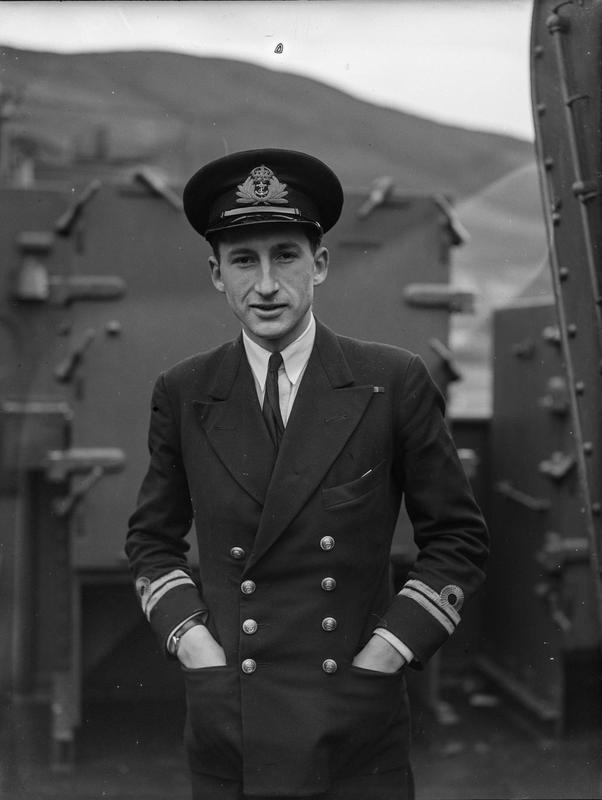
Lt DRO Mott DSC RN, comandant de l'Usurper, Holy Loch, 6 de febrer de 1943